# Lista över fornlämningar i Landskrona kommun
Lista över fornlämningar i Landskrona kommun är en förteckning av ett urval av de fornlämningar som finns i Landskrona kommun.

## Annelöv
| Namn                     | Lämningstyp             | Tillkomsttid | Historisk indelning | Plats | Läge                 | ID-nr          | Bild                                 |
| ------------------------ | ----------------------- | ------------ | ------------------- | ----- | -------------------- | -------------- | ------------------------------------ |
| Annelöv 1:1              | Hög                     |              | Annelöv, Skåne      |       | 55.830640, 13.023435 | 10117500010001 | Ladda upp en bild av detta fornminne |
| Galgbacken (Annelöv 4:1) | Hög                     |              | Annelöv, Skåne      |       | 55.839310, 13.015873 | 10117500040001 | Ladda upp en bild av detta fornminne |
| Annelöv 13:1             | Grav- och boplatsområde |              | Annelöv, Skåne      |       | 55.826838, 13.006295 | 10117500130001 | Ladda upp en bild av detta fornminne |

## Asmundtorp
| Namn                                                         | Lämningstyp  | Tillkomsttid | Historisk indelning | Plats | Läge                 | ID-nr          | Bild                                      |
| ------------------------------------------------------------ | ------------ | ------------ | ------------------- | ----- | -------------------- | -------------- | ----------------------------------------- |
| Rothög (Asmundtorp 1:1)                                      | Hög          |              | Asmundtorp, Skåne   |       | 55.880498, 12.907648 | 10117900010001 | Ladda upp en bild av detta fornminne      |
| Topphög (Asmundtorp 2:1)                                     | Hög          |              | Asmundtorp, Skåne   |       | 55.891951, 12.930991 | 10117900020001 | Ladda upp en till bild av detta fornminne |
| Rönneberga backar (Asmundtorp 3:1)                           | Hög          |              | Asmundtorp, Skåne   |       | 55.906129, 12.930746 | 10117900030001 | Ladda upp en till bild av detta fornminne |
| Rönneberga backar (Asmundtorp 3:2)                           | Hög          |              | Asmundtorp, Skåne   |       | 55.905936, 12.930568 | 10117900030002 | Ladda upp en till bild av detta fornminne |
| Rönneberga backar (Asmundtorp 3:3)                           | Hög          |              | Asmundtorp, Skåne   |       | 55.905848, 12.929855 | 10117900030003 | Ladda upp en till bild av detta fornminne |
| Rönneberga backar (Asmundtorp 3:4)                           | Hög          |              | Asmundtorp, Skåne   |       | 55.906097, 12.929757 | 10117900030004 | Ladda upp en till bild av detta fornminne |
| Rönneberga backar (Asmundtorp 3:5)                           | Hög          |              | Asmundtorp, Skåne   |       | 55.905580, 12.928913 | 10117900030005 | Ladda upp en till bild av detta fornminne |
| Asmundtorp 4:1                                               | Hög          |              | Asmundtorp, Skåne   |       | 55.906610, 12.927775 | 10117900040001 | Ladda upp en bild av detta fornminne      |
| Asmundtorp 4:6                                               | Hög          |              | Asmundtorp, Skåne   |       | 55.906690, 12.929761 | 10117900040006 | Ladda upp en bild av detta fornminne      |
| Höljer Danskes hög, Galjebacken, Rävakullen (Asmundtorp 5:1) | Hög          |              | Asmundtorp, Skåne   |       | 55.908801, 12.920664 | 10117900050001 | Ladda upp en bild av detta fornminne      |
| Asmundtorp 5:2                                               | Hög          |              | Asmundtorp, Skåne   |       | 55.908371, 12.921653 | 10117900050002 | Ladda upp en bild av detta fornminne      |
| Asmundtorp 6:1                                               | Hög          |              | Asmundtorp, Skåne   |       | 55.906240, 12.925928 | 10117900060001 | Ladda upp en bild av detta fornminne      |
| Bellevue (Asmundtorp 6:2)                                    | Hög          |              | Asmundtorp, Skåne   |       | 55.906349, 12.925585 | 10117900060002 | Ladda upp en bild av detta fornminne      |
| Asmundtorp 7:1                                               | Hög          |              | Asmundtorp, Skåne   |       | 55.907479, 12.923198 | 10117900070001 | Ladda upp en bild av detta fornminne      |
| Asmundtorp 7:2                                               | Hög          |              | Asmundtorp, Skåne   |       | 55.907284, 12.923523 | 10117900070002 | Ladda upp en bild av detta fornminne      |
| Bålhög (Asmundtorp 7:3)                                      | Hög          |              | Asmundtorp, Skåne   |       | 55.907130, 12.923893 | 10117900070003 | Ladda upp en till bild av detta fornminne |
| Asmundtorp 7:4                                               | Hög          |              | Asmundtorp, Skåne   |       | 55.907368, 12.924093 | 10117900070004 | Ladda upp en bild av detta fornminne      |
| Aspehög (Asmundtorp 8:1)                                     | Hög          |              | Asmundtorp, Skåne   |       | 55.898564, 12.936846 | 10117900080001 | Ladda upp en bild av detta fornminne      |
| Asmundtorp 32:1                                              | Hög          |              | Asmundtorp, Skåne   |       | 55.921347, 12.940808 | 10117900320001 | Ladda upp en bild av detta fornminne      |
| Asmundtorp 43:1                                              | Hällristning |              | Asmundtorp, Skåne   |       | 55.918682, 12.962228 | 10117900430001 | Ladda upp en bild av detta fornminne      |
| Hästhögarna (Asmundtorp 94:2)                                | Hög          |              | Asmundtorp, Skåne   |       | 55.902045, 12.933253 | 10117900940002 | Ladda upp en bild av detta fornminne      |
| Hästhögarna (Asmundtorp 94:3)                                | Hög          |              | Asmundtorp, Skåne   |       | 55.901800, 12.934024 | 10117900940003 | Ladda upp en bild av detta fornminne      |
| Rävhög (Asmundtorp 99:1)                                     | Hög          |              | Asmundtorp, Skåne   |       | 55.877764, 12.961362 | 10117900990001 | Ladda upp en bild av detta fornminne      |
| Rävhög (Asmundtorp 100:1)                                    | Hög          |              | Asmundtorp, Skåne   |       | 55.879951, 12.957230 | 10117901000001 | Ladda upp en bild av detta fornminne      |
| Rävhög (Asmundtorp 100:2)                                    | Hög          |              | Asmundtorp, Skåne   |       | 55.880098, 12.957978 | 10117901000002 | Ladda upp en bild av detta fornminne      |
| Asmundtorp 106:1                                             | Hällristning |              | Asmundtorp, Skåne   |       | 55.883702, 12.951496 | 10117901060001 | Ladda upp en bild av detta fornminne      |
| Asmundtorp 115:1                                             | Hög          |              | Asmundtorp, Skåne   |       | 55.893585, 12.942229 | 10117901150001 | Ladda upp en bild av detta fornminne      |
| Asmundtorp 116:1                                             | Hög          |              | Asmundtorp, Skåne   |       | 55.892436, 12.943350 | 10117901160001 | Ladda upp en bild av detta fornminne      |
| Asmundtorp 116:2                                             | Hög          |              | Asmundtorp, Skåne   |       | 55.892178, 12.943849 | 10117901160002 | Ladda upp en bild av detta fornminne      |
| Asmundtorp 116:3                                             | Hög          |              | Asmundtorp, Skåne   |       | 55.891470, 12.944097 | 10117901160003 | Ladda upp en bild av detta fornminne      |
| Asmundtorp 120:1                                             | Hög          |              | Asmundtorp, Skåne   |       | 55.879348, 12.959174 | 10117901200001 | Ladda upp en bild av detta fornminne      |
| Asmundtorp 121:1                                             | Hällristning |              | Asmundtorp, Skåne   |       | 55.898534, 12.928158 | 10117901210001 | Ladda upp en bild av detta fornminne      |
| Asmundtorp 123:1                                             | Hög          |              | Asmundtorp, Skåne   |       | 55.893649, 12.969460 | 10117901230001 | Ladda upp en bild av detta fornminne      |

## Glumslöv
| Namn                             | Lämningstyp    | Tillkomsttid | Historisk indelning | Plats | Läge                 | ID-nr          | Bild                                      |
| -------------------------------- | -------------- | ------------ | ------------------- | ----- | -------------------- | -------------- | ----------------------------------------- |
| Bonnehögen (Glumslöv 1:1)        | Hög            |              | Glumslöv, Skåne     |       | 55.948933, 12.809989 | 10123400010001 | Ladda upp en bild av detta fornminne      |
| Glumslöv 3:1                     | Stenkammargrav |              | Glumslöv, Skåne     |       | 55.938761, 12.781631 | 10123400030001 | Ladda upp en bild av detta fornminne      |
| Glumslöv 3:2                     | Hällristning   |              | Glumslöv, Skåne     |       | 55.938761, 12.781631 | 10123400030002 | Ladda upp en bild av detta fornminne      |
| Örenäsgånggriften (Glumslöv 4:1) | Stenkammargrav |              | Glumslöv, Skåne     |       | 55.944366, 12.770190 | 10123400040001 | Ladda upp en till bild av detta fornminne |
| Glumslöv 4:2                     | Stenkammargrav |              | Glumslöv, Skåne     |       | 55.944350, 12.770337 | 10123400040002 | Ladda upp en till bild av detta fornminne |
| Glumslöv 5:1                     | Hög            |              | Glumslöv, Skåne     |       | 55.948450, 12.767394 | 10123400050001 | Ladda upp en bild av detta fornminne      |
| Saxhögen (Glumslöv 6:1)          | Hög            |              | Glumslöv, Skåne     |       | 55.937854, 12.799994 | 10123400060001 | Ladda upp en bild av detta fornminne      |
| Glumslöv 10:1                    | Fästning/skans |              | Glumslöv, Skåne     |       | 55.939656, 12.776689 | 10123400100001 | Ladda upp en bild av detta fornminne      |
| Viktors hög (Glumslöv 12:1)      | Hög            |              | Glumslöv, Skåne     |       | 55.939396, 12.820108 | 10123400120001 | Ladda upp en bild av detta fornminne      |
| Glumslöv 12:2                    | Stenkammargrav |              | Glumslöv, Skåne     |       | 55.938788, 12.819595 | 10123400120002 | Ladda upp en till bild av detta fornminne |
| Glumslöv 12:3                    | Stenkammargrav |              | Glumslöv, Skåne     |       | 55.938360, 12.819739 | 10123400120003 | Ladda upp en bild av detta fornminne      |
| Glumslöv 12:4                    | Hög            |              | Glumslöv, Skåne     |       | 55.938571, 12.820700 | 10123400120004 | Ladda upp en till bild av detta fornminne |
| Glumslöv 13:1                    | Hög            |              | Glumslöv, Skåne     |       | 55.937899, 12.820782 | 10123400130001 | Ladda upp en bild av detta fornminne      |
| Glumslöv 14:1                    | Hög            |              | Glumslöv, Skåne     |       | 55.938122, 12.821854 | 10123400140001 | Ladda upp en bild av detta fornminne      |
| Glumslöv 14:2                    | Hög            |              | Glumslöv, Skåne     |       | 55.937907, 12.822270 | 10123400140002 | Ladda upp en bild av detta fornminne      |
| Hanahög (Glumslöv 19:1)          | Hög            |              | Glumslöv, Skåne     |       | 55.949480, 12.826899 | 10123400190001 | Ladda upp en bild av detta fornminne      |
| Glumslöv 26:1                    | Hög            |              | Glumslöv, Skåne     |       | 55.949079, 12.811878 | 10123400260001 | Ladda upp en bild av detta fornminne      |
| Glumslöv 26:2                    | Hög            |              | Glumslöv, Skåne     |       | 55.949469, 12.812090 | 10123400260002 | Ladda upp en bild av detta fornminne      |
| Glumslöv 40:1                    | Hög            |              | Glumslöv, Skåne     |       | 55.956478, 12.798460 | 10123400400001 | Ladda upp en bild av detta fornminne      |
| Glumslöv 53:1                    | Hög            |              | Glumslöv, Skåne     |       | 55.940853, 12.820319 | 10123400530001 | Ladda upp en bild av detta fornminne      |
| Glumslöv 54:1                    | Hög            |              | Glumslöv, Skåne     |       | 55.941930, 12.819458 | 10123400540001 | Ladda upp en bild av detta fornminne      |
| Glumslöv 57:1                    | Hög            |              | Glumslöv, Skåne     |       | 55.934252, 12.801020 | 10123400570001 | Ladda upp en bild av detta fornminne      |
| Glumslöv 58:1                    | Hög            |              | Glumslöv, Skåne     |       | 55.933444, 12.800134 | 10123400580001 | Ladda upp en bild av detta fornminne      |
| Glumslöv 58:2                    | Hög            |              | Glumslöv, Skåne     |       | 55.933211, 12.800838 | 10123400580002 | Ladda upp en bild av detta fornminne      |
| Glumslöv 59:2                    | Hällristning   |              | Glumslöv, Skåne     |       | 55.941281, 12.809342 | 10123400590002 | Ladda upp en bild av detta fornminne      |

## Härslöv
| Namn                       | Lämningstyp                 | Tillkomsttid | Historisk indelning | Plats | Läge                 | ID-nr          | Bild                                      |
| -------------------------- | --------------------------- | ------------ | ------------------- | ----- | -------------------- | -------------- | ----------------------------------------- |
| Högs högar (Härslöv 1:1)   | Hög                         |              | Härslöv, Skåne      |       | 55.932255, 12.801362 | 10126300010001 | Ladda upp en till bild av detta fornminne |
| Högs högar (Härslöv 1:2)   | Hög                         |              | Härslöv, Skåne      |       | 55.932699, 12.801520 | 10126300010002 | Ladda upp en till bild av detta fornminne |
| Högs högar (Härslöv 2:1)   | Hög                         |              | Härslöv, Skåne      |       | 55.931745, 12.803492 | 10126300020001 | Ladda upp en bild av detta fornminne      |
| Ulne hög? (Härslöv 3:1)    | Hög                         |              | Härslöv, Skåne      |       | 55.927704, 12.813673 | 10126300030001 | Ladda upp en bild av detta fornminne      |
| Björne högar (Härslöv 4:1) | Hög                         |              | Härslöv, Skåne      |       | 55.937468, 12.820578 | 10126300040001 | Ladda upp en bild av detta fornminne      |
| Björne högar (Härslöv 5:1) | Hög                         |              | Härslöv, Skåne      |       | 55.937461, 12.821964 | 10126300050001 | Ladda upp en bild av detta fornminne      |
| Björnehögar (Härslöv 6:1)  | Hög                         |              | Härslöv, Skåne      |       | 55.937068, 12.821145 | 10126300060001 | Ladda upp en bild av detta fornminne      |
| Björnehögar (Härslöv 6:2)  | Stenkammargrav              |              | Härslöv, Skåne      |       | 55.936928, 12.821779 | 10126300060002 | Ladda upp en bild av detta fornminne      |
| Björnehögar (Härslöv 6:3)  | Hög                         |              | Härslöv, Skåne      |       | 55.936765, 12.822392 | 10126300060003 | Ladda upp en bild av detta fornminne      |
| Björne högar (Härslöv 7:1) | Hög                         |              | Härslöv, Skåne      |       | 55.935139, 12.823015 | 10126300070001 | Ladda upp en bild av detta fornminne      |
| Björne högar (Härslöv 7:2) | Hög                         |              | Härslöv, Skåne      |       | 55.935135, 12.823649 | 10126300070002 | Ladda upp en bild av detta fornminne      |
| Björne högar (Härslöv 7:3) | Hög                         |              | Härslöv, Skåne      |       | 55.934795, 12.823508 | 10126300070003 | Ladda upp en bild av detta fornminne      |
| Björne högar (Härslöv 7:4) | Hög                         |              | Härslöv, Skåne      |       | 55.934539, 12.824465 | 10126300070004 | Ladda upp en bild av detta fornminne      |
| Björne högar (Härslöv 7:5) | Hög                         |              | Härslöv, Skåne      |       | 55.934529, 12.825245 | 10126300070005 | Ladda upp en bild av detta fornminne      |
| Vigesten (Härslöv 8:1)     | Grav markerad av sten/block |              | Härslöv, Skåne      |       | 55.934648, 12.825895 | 10126300080001 | Ladda upp en bild av detta fornminne      |
| Härslöv 9:1                | Hög                         |              | Härslöv, Skåne      |       | 55.931623, 12.828180 | 10126300090001 | Ladda upp en bild av detta fornminne      |
| Härslöv 9:2                | Hög                         |              | Härslöv, Skåne      |       | 55.931245, 12.828036 | 10126300090002 | Ladda upp en bild av detta fornminne      |
| Härslöv 11:1               | Fästning/skans              |              | Härslöv, Skåne      |       | 55.925328, 12.795735 | 10126300110001 | Ladda upp en bild av detta fornminne      |
| Härslöv 12:1               | Fästning/skans              |              | Härslöv, Skåne      |       | 55.924988, 12.795780 | 10126300120001 | Ladda upp en bild av detta fornminne      |
| Härslöv 13:1               | Fästning/skans              |              | Härslöv, Skåne      |       | 55.923160, 12.797200 | 10126300130001 | Ladda upp en bild av detta fornminne      |
| Härslöv 16:1               | Fästning/skans              |              | Härslöv, Skåne      |       | 55.920959, 12.798403 | 10126300160001 | Ladda upp en bild av detta fornminne      |
| Härslöv 17:1               | Fästning/skans              |              | Härslöv, Skåne      |       | 55.922239, 12.798113 | 10126300170001 | Ladda upp en bild av detta fornminne      |
| Algers hög (Härslöv 18:1)  | Hög                         |              | Härslöv, Skåne      |       | 55.929312, 12.858017 | 10126300180001 | Ladda upp en bild av detta fornminne      |
| Påskhögarna (Härslöv 19:1) | Hög                         |              | Härslöv, Skåne      |       | 55.927798, 12.864631 | 10126300190001 | Ladda upp en bild av detta fornminne      |
| Påskhögarna (Härslöv 19:2) | Hög                         |              | Härslöv, Skåne      |       | 55.927734, 12.863488 | 10126300190002 | Ladda upp en bild av detta fornminne      |
| Påskhögarna (Härslöv 20:1) | Hög                         |              | Härslöv, Skåne      |       | 55.926994, 12.868075 | 10126300200001 | Ladda upp en bild av detta fornminne      |
| Påskhögarna (Härslöv 20:2) | Hög                         |              | Härslöv, Skåne      |       | 55.927212, 12.868868 | 10126300200002 | Ladda upp en bild av detta fornminne      |
| Härslöv 22:1               | Hög                         |              | Härslöv, Skåne      |       | 55.943341, 12.870290 | 10126300220001 | Ladda upp en bild av detta fornminne      |
| Härslöv 23:1               | Hög                         |              | Härslöv, Skåne      |       | 55.942469, 12.872631 | 10126300230001 | Ladda upp en bild av detta fornminne      |
| Härslöv 24:1               | Hög                         |              | Härslöv, Skåne      |       | 55.917803, 12.891643 | 10126300240001 | Ladda upp en bild av detta fornminne      |
| Härslöv 27:1               | Hög                         |              | Härslöv, Skåne      |       | 55.929379, 12.859362 | 10126300270001 | Ladda upp en bild av detta fornminne      |
| Härslöv 27:2               | Hög                         |              | Härslöv, Skåne      |       | 55.929166, 12.859706 | 10126300270002 | Ladda upp en bild av detta fornminne      |
| Björnehögar (Härslöv 29:1) | Hög                         |              | Härslöv, Skåne      |       | 55.936092, 12.822553 | 10126300290001 | Ladda upp en bild av detta fornminne      |
| Härslöv 31:1               | Hög                         |              | Härslöv, Skåne      |       | 55.932945, 12.802843 | 10126300310001 | Ladda upp en bild av detta fornminne      |
| Härslöv 32:1               | Hög                         |              | Härslöv, Skåne      |       | 55.928566, 12.795280 | 10126300320001 | Ladda upp en bild av detta fornminne      |
| Härslöv 37:1               | Hög                         |              | Härslöv, Skåne      |       | 55.933578, 12.818236 | 10126300370001 | Ladda upp en bild av detta fornminne      |
| Härslöv 37:2               | Hög                         |              | Härslöv, Skåne      |       | 55.932908, 12.818460 | 10126300370002 | Ladda upp en bild av detta fornminne      |
| Härslöv 38:1               | Hög                         |              | Härslöv, Skåne      |       | 55.931040, 12.821945 | 10126300380001 | Ladda upp en bild av detta fornminne      |
| Härslöv 39:1               | Hög                         |              | Härslöv, Skåne      |       | 55.925706, 12.796376 | 10126300390001 | Ladda upp en bild av detta fornminne      |
| Ulnahögarna (Härslöv 40:1) | Hög                         |              | Härslöv, Skåne      |       | 55.926150, 12.811482 | 10126300400001 | Ladda upp en bild av detta fornminne      |
| Härslöv 41:1               | Hög                         |              | Härslöv, Skåne      |       | 55.924076, 12.799999 | 10126300410001 | Ladda upp en bild av detta fornminne      |
| Härslöv 42:1               | Hög                         |              | Härslöv, Skåne      |       | 55.919516, 12.799684 | 10126300420001 | Ladda upp en bild av detta fornminne      |
| Härslöv 44:1               | Hög                         |              | Härslöv, Skåne      |       | 55.919319, 12.801853 | 10126300440001 | Ladda upp en bild av detta fornminne      |
| Härslöv 45:1               | Hög                         |              | Härslöv, Skåne      |       | 55.919549, 12.804001 | 10126300450001 | Ladda upp en bild av detta fornminne      |
| Härslöv 46:1               | Hög                         |              | Härslöv, Skåne      |       | 55.916823, 12.804590 | 10126300460001 | Ladda upp en bild av detta fornminne      |
| Härslöv 50:1               | Hög                         |              | Härslöv, Skåne      |       | 55.915820, 12.817954 | 10126300500001 | Ladda upp en bild av detta fornminne      |
| Härslöv 51:1               | Hög                         |              | Härslöv, Skåne      |       | 55.916082, 12.823346 | 10126300510001 | Ladda upp en bild av detta fornminne      |
| Härslöv 52:1               | Hög                         |              | Härslöv, Skåne      |       | 55.916949, 12.821407 | 10126300520001 | Ladda upp en bild av detta fornminne      |
| Härslöv 52:2               | Hög                         |              | Härslöv, Skåne      |       | 55.916785, 12.821007 | 10126300520002 | Ladda upp en bild av detta fornminne      |
| Härslöv 53:1               | Hög                         |              | Härslöv, Skåne      |       | 55.918874, 12.824177 | 10126300530001 | Ladda upp en bild av detta fornminne      |
| Härslöv 53:2               | Hög                         |              | Härslöv, Skåne      |       | 55.919328, 12.823986 | 10126300530002 | Ladda upp en bild av detta fornminne      |
| Härslöv 54:1               | Hög                         |              | Härslöv, Skåne      |       | 55.916948, 12.825160 | 10126300540001 | Ladda upp en bild av detta fornminne      |
| Härslöv 56:1               | Hög                         |              | Härslöv, Skåne      |       | 55.929169, 12.856607 | 10126300560001 | Ladda upp en bild av detta fornminne      |
| Härslöv 56:2               | Hög                         |              | Härslöv, Skåne      |       | 55.929155, 12.855727 | 10126300560002 | Ladda upp en bild av detta fornminne      |
| Härslöv 56:3               | Hög                         |              | Härslöv, Skåne      |       | 55.929251, 12.854504 | 10126300560003 | Ladda upp en bild av detta fornminne      |
| Härslöv 57:1               | Hög                         |              | Härslöv, Skåne      |       | 55.928369, 12.861334 | 10126300570001 | Ladda upp en bild av detta fornminne      |
| Härslöv 58:1               | Hög                         |              | Härslöv, Skåne      |       | 55.927402, 12.866542 | 10126300580001 | Ladda upp en bild av detta fornminne      |
| Härslöv 61:1               | Hög                         |              | Härslöv, Skåne      |       | 55.943026, 12.896056 | 10126300610001 | Ladda upp en bild av detta fornminne      |
| Härslöv 62:1               | Hög                         |              | Härslöv, Skåne      |       | 55.935555, 12.886450 | 10126300620001 | Ladda upp en bild av detta fornminne      |
| Härslöv 62:2               | Hög                         |              | Härslöv, Skåne      |       | 55.935141, 12.885737 | 10126300620002 | Ladda upp en bild av detta fornminne      |
| Härslöv 62:3               | Hög                         |              | Härslöv, Skåne      |       | 55.935279, 12.884636 | 10126300620003 | Ladda upp en bild av detta fornminne      |
| Flinthög (Härslöv 63:1)    | Hög                         |              | Härslöv, Skåne      |       | 55.918569, 12.907196 | 10126300630001 | Ladda upp en bild av detta fornminne      |
| Härslöv 64:1               | Hög                         |              | Härslöv, Skåne      |       | 55.918825, 12.890833 | 10126300640001 | Ladda upp en bild av detta fornminne      |
| Gröthögen (Härslöv 65:1)   | Hög                         |              | Härslöv, Skåne      |       | 55.932283, 12.884591 | 10126300650001 | Ladda upp en bild av detta fornminne      |
| Härslöv 66:1               | Hög                         |              | Härslöv, Skåne      |       | 55.926216, 12.870746 | 10126300660001 | Ladda upp en bild av detta fornminne      |
| Härslöv 66:2               | Hög                         |              | Härslöv, Skåne      |       | 55.925855, 12.870700 | 10126300660002 | Ladda upp en bild av detta fornminne      |
| Härslöv 67:1               | Hög                         |              | Härslöv, Skåne      |       | 55.936076, 12.884520 | 10126300670001 | Ladda upp en bild av detta fornminne      |
| Härslöv 82:1               | Hällristning                |              | Härslöv, Skåne      |       | 55.917210, 12.871468 | 10126300820001 | Ladda upp en bild av detta fornminne      |
| Härslöv 128:1              | Hällristning                |              | Härslöv, Skåne      |       | 55.920446, 12.892834 | 10126301280001 | Ladda upp en bild av detta fornminne      |
| Härslöv 150                | Hög                         |              | Härslöv, Skåne      |       | 55.913966, 12.810650 | 12000000112901 | Ladda upp en bild av detta fornminne      |

## Landskrona
| Namn                                      | Lämningstyp        | Tillkomsttid | Historisk indelning | Plats | Läge                 | ID-nr          | Bild                                      |
| ----------------------------------------- | ------------------ | ------------ | ------------------- | ----- | -------------------- | -------------- | ----------------------------------------- |
| Sankt Johannes kyrkoruin (Landskrona 5:1) | Kyrka/kapell       |              | Landskrona, Skåne   |       | 55.872453, 12.831516 | 10129100050001 | Ladda upp en till bild av detta fornminne |
| Landskrona Citadell (Landskrona 8:2)      | Fästning/skans     |              | Landskrona, Skåne   |       | 55.873822, 12.823367 | 10129100080002 | Ladda upp en till bild av detta fornminne |
| Landskrona 21:1                           | Hög                |              | Landskrona, Skåne   |       | 55.884294, 12.813153 | 10129100210001 | Ladda upp en bild av detta fornminne      |
| Kanehögen? (Landskrona 22:1)              | Hög                |              | Landskrona, Skåne   |       | 55.881407, 12.816132 | 10129100220001 | Ladda upp en bild av detta fornminne      |
| Kanehögen (Landskrona 23:1)               | Hög                |              | Landskrona, Skåne   |       | 55.879728, 12.819260 | 10129100230001 | Ladda upp en till bild av detta fornminne |
| Granet (Landskrona 25:1)                  | Begravningsplats   |              | Landskrona, Skåne   |       | 55.877818, 12.820622 | 10129100250001 | Ladda upp en bild av detta fornminne      |
| Landskrona 27:1                           | Fästning/skans     |              | Landskrona, Skåne   |       | 55.903743, 12.804555 | 10129100270001 | Ladda upp en bild av detta fornminne      |
| Örehög (Landskrona 29:1)                  | Hög                |              | Landskrona, Skåne   |       | 55.902644, 12.805779 | 10129100290001 | Ladda upp en bild av detta fornminne      |
| Landskrona 38:1                           | Hällristning       |              | Landskrona, Skåne   |       | 55.871130, 12.828171 | 10129100380001 | Ladda upp en bild av detta fornminne      |
| Landskrona 45:1                           | Stadsvall/stadsmur |              | Landskrona, Skåne   |       | 55.869832, 12.834279 | 10129100450001 | Ladda upp en bild av detta fornminne      |
| Oxhögarna (Landskrona 57)                 | Gravfält           |              | Landskrona, Skåne   |       | 55.867581, 12.872088 | 12000000078921 | Ladda upp en bild av detta fornminne      |
| Oxhögarna (Örja 1:1)                      | Hög                |              | Landskrona, Skåne   |       | 55.867428, 12.870403 | 10141800010001 | Ladda upp en bild av detta fornminne      |
| Oxhögarna (Örja 1:2)                      | Hög                |              | Landskrona, Skåne   |       | 55.867569, 12.870663 | 10141800010002 | Ladda upp en bild av detta fornminne      |

## Sankt Ibb
| Namn                          | Lämningstyp             | Tillkomsttid | Historisk indelning | Plats | Läge                 | ID-nr          | Bild                                      |
| ----------------------------- | ----------------------- | ------------ | ------------------- | ----- | -------------------- | -------------- | ----------------------------------------- |
| Gallehögen (Sankt Ibb 1:1)    | Hög                     |              | Sankt Ibb, Skåne    |       | 55.915526, 12.707325 | 10132900010001 | Ladda upp en till bild av detta fornminne |
| Gallehögen (Sankt Ibb 1:2)    | Hög                     |              | Sankt Ibb, Skåne    |       | 55.915846, 12.706643 | 10132900010002 | Ladda upp en bild av detta fornminne      |
| Möjehögarna (Sankt Ibb 2:1)   | Hög                     |              | Sankt Ibb, Skåne    |       | 55.913937, 12.709284 | 10132900020001 | Ladda upp en bild av detta fornminne      |
| Möjehögarna (Sankt Ibb 2:2)   | Hög                     |              | Sankt Ibb, Skåne    |       | 55.913394, 12.708955 | 10132900020002 | Ladda upp en bild av detta fornminne      |
| Sankt Ibb 4:1                 | Hällristning            |              | Sankt Ibb, Skåne    |       | 55.900742, 12.690266 | 10132900040001 | Ladda upp en bild av detta fornminne      |
| Sankt Ibb 4:2                 | Hällristning            |              | Sankt Ibb, Skåne    |       | 55.900734, 12.690043 | 10132900040002 | Ladda upp en bild av detta fornminne      |
| Sankt Ibb 4:3                 | Hällristning            |              | Sankt Ibb, Skåne    |       | 55.900905, 12.690040 | 10132900040003 | Ladda upp en bild av detta fornminne      |
| Sankt Ibb 5:1                 | Hällristning            |              | Sankt Ibb, Skåne    |       | 55.899964, 12.691680 | 10132900050001 | Ladda upp en bild av detta fornminne      |
| Sankt Ibb 6:1                 | Hög                     |              | Sankt Ibb, Skåne    |       | 55.899539, 12.692911 | 10132900060001 | Ladda upp en bild av detta fornminne      |
| Sankt Ibb 6:2                 | Hällristning            |              | Sankt Ibb, Skåne    |       | 55.899539, 12.692911 | 10132900060002 | Ladda upp en bild av detta fornminne      |
| Möjehögarna (Sankt Ibb 7:1)   | Hällristning            |              | Sankt Ibb, Skåne    |       | 55.910278, 12.676744 | 10132900070001 | Ladda upp en bild av detta fornminne      |
| Sankt Ibb 12:2                | Hög                     |              | Sankt Ibb, Skåne    |       | 55.902379, 12.712736 | 10132900120002 | Ladda upp en bild av detta fornminne      |
| Hällehögen (Sankt Ibb 26:1)   | Hög                     |              | Sankt Ibb, Skåne    |       | 55.907991, 12.691491 | 10132900260001 | Ladda upp en bild av detta fornminne      |
| Renshögen (Sankt Ibb 27:1)    | Hög                     |              | Sankt Ibb, Skåne    |       | 55.907274, 12.688012 | 10132900270001 | Ladda upp en bild av detta fornminne      |
| Uranienborg (Sankt Ibb 29:1)  | Slott/herresäte         |              | Sankt Ibb, Skåne    |       | 55.907867, 12.696538 | 10132900290001 | Ladda upp en bild av detta fornminne      |
| Stjärneborg (Sankt Ibb 30:1)  | Husgrund, historisk tid |              | Sankt Ibb, Skåne    |       | 55.906893, 12.696997 | 10132900300001 | Ladda upp en till bild av detta fornminne |
| Fiskehög (Sankt Ibb 41:2)     | Hög                     |              | Sankt Ibb, Skåne    |       | 55.921357, 12.682285 | 10132900410002 | Ladda upp en bild av detta fornminne      |
| Sankt Ibb 47:1                | Hög                     |              | Sankt Ibb, Skåne    |       | 55.909766, 12.679232 | 10132900470001 | Ladda upp en bild av detta fornminne      |
| Floåkershöj (Sankt Ibb 48:1)  | Hög                     |              | Sankt Ibb, Skåne    |       | 55.908837, 12.680444 | 10132900480001 | Ladda upp en bild av detta fornminne      |
| Sankt Ibb 55:1                | Hög                     |              | Sankt Ibb, Skåne    |       | 55.909708, 12.718132 | 10132900550001 | Ladda upp en bild av detta fornminne      |
| Sankt Ibb 60:1                | Hög                     |              | Sankt Ibb, Skåne    |       | 55.891860, 12.699022 | 10132900600001 | Ladda upp en bild av detta fornminne      |
| Sankt Ibb 64:1                | Gravfält                |              | Sankt Ibb, Skåne    |       | 55.894857, 12.696592 | 10132900640001 | Ladda upp en bild av detta fornminne      |
| Sankt Ibb 70:1                | Hög                     |              | Sankt Ibb, Skåne    |       | 55.891925, 12.704942 | 10132900700001 | Ladda upp en bild av detta fornminne      |
| Sankt Ibb 72:1                | Hög                     |              | Sankt Ibb, Skåne    |       | 55.892735, 12.711343 | 10132900720001 | Ladda upp en bild av detta fornminne      |
| Sankt Ibb 72:2                | Hög                     |              | Sankt Ibb, Skåne    |       | 55.893163, 12.711316 | 10132900720002 | Ladda upp en bild av detta fornminne      |
| Sankt Ibb 73:1                | Hög                     |              | Sankt Ibb, Skåne    |       | 55.893923, 12.710841 | 10132900730001 | Ladda upp en bild av detta fornminne      |
| Sankt Ibb 74:1                | Hög                     |              | Sankt Ibb, Skåne    |       | 55.892273, 12.712674 | 10132900740001 | Ladda upp en bild av detta fornminne      |
| Samlinge hög (Sankt Ibb 76:1) | Hög                     |              | Sankt Ibb, Skåne    |       | 55.896883, 12.717223 | 10132900760001 | Ladda upp en bild av detta fornminne      |
| Samlinge hög (Sankt Ibb 76:2) | Hög                     |              | Sankt Ibb, Skåne    |       | 55.897078, 12.718158 | 10132900760002 | Ladda upp en bild av detta fornminne      |
| Samlinge hög (Sankt Ibb 76:3) | Hög                     |              | Sankt Ibb, Skåne    |       | 55.896682, 12.716611 | 10132900760003 | Ladda upp en bild av detta fornminne      |
| Samlinge hög (Sankt Ibb 76:4) | Hög                     |              | Sankt Ibb, Skåne    |       | 55.896431, 12.717090 | 10132900760004 | Ladda upp en bild av detta fornminne      |
| Sankt Ibb 77:1                | Hällristning            |              | Sankt Ibb, Skåne    |       | 55.894824, 12.719760 | 10132900770001 | Ladda upp en bild av detta fornminne      |
| Sankt Ibb 77:2                | Hällristning            |              | Sankt Ibb, Skåne    |       | 55.894642, 12.719554 | 10132900770002 | Ladda upp en bild av detta fornminne      |
| Sankt Ibb 80:1                | Hög                     |              | Sankt Ibb, Skåne    |       | 55.900962, 12.717242 | 10132900800001 | Ladda upp en bild av detta fornminne      |

## Saxtorp
| Namn                   | Lämningstyp             | Tillkomsttid | Historisk indelning | Plats | Läge                 | ID-nr          | Bild                                 |
| ---------------------- | ----------------------- | ------------ | ------------------- | ----- | -------------------- | -------------- | ------------------------------------ |
| Saxtorp 3:1            | Grav- och boplatsområde |              | Saxtorp, Skåne      |       | 55.856331, 12.937969 | 10133100030001 | Ladda upp en bild av detta fornminne |
| Markhög (Saxtorp 47:1) | Hög                     |              | Saxtorp, Skåne      |       | 55.848031, 12.972417 | 10133100470001 | Ladda upp en bild av detta fornminne |

## Säby
| Namn                         | Lämningstyp             | Tillkomsttid | Historisk indelning | Plats | Läge                 | ID-nr          | Bild                                 |
| ---------------------------- | ----------------------- | ------------ | ------------------- | ----- | -------------------- | -------------- | ------------------------------------ |
| Tvehöga, Tvehögen (Säby 1:1) | Hög                     |              | Säby, Skåne         |       | 55.908834, 12.861233 | 10136100010001 | Ladda upp en bild av detta fornminne |
| Säby 29:1                    | Grav- och boplatsområde |              | Säby, Skåne         |       | 55.906232, 12.830368 | 10136100290001 | Ladda upp en bild av detta fornminne |

## Tofta
| Namn       | Lämningstyp             | Tillkomsttid | Historisk indelning | Plats | Läge                 | ID-nr          | Bild                                 |
| ---------- | ----------------------- | ------------ | ------------------- | ----- | -------------------- | -------------- | ------------------------------------ |
| Tofta 8:1  | Hög                     |              | Tofta, Skåne        |       | 55.861967, 12.908670 | 10137600080001 | Ladda upp en bild av detta fornminne |
| Tofta 17:1 | Grav- och boplatsområde |              | Tofta, Skåne        |       | 55.860204, 12.911260 | 10137600170001 | Ladda upp en bild av detta fornminne |
| Tofta 22:1 | Hög                     |              | Tofta, Skåne        |       | 55.864085, 12.903008 | 10137600220001 | Ladda upp en bild av detta fornminne |
| Tofta 25:1 | Stenkammargrav          |              | Tofta, Skåne        |       | 55.863697, 12.894793 | 10137600250001 | Ladda upp en bild av detta fornminne |
| Tofta 26:1 | Hög                     |              | Tofta, Skåne        |       | 55.865456, 12.891061 | 10137600260001 | Ladda upp en bild av detta fornminne |
| Tofta 26:2 | Hög                     |              | Tofta, Skåne        |       | 55.864926, 12.891611 | 10137600260002 | Ladda upp en bild av detta fornminne |
| Tofta 26:3 | Hög                     |              | Tofta, Skåne        |       | 55.864916, 12.892210 | 10137600260003 | Ladda upp en bild av detta fornminne |

## Vadensjö
| Namn                       | Lämningstyp | Tillkomsttid | Historisk indelning | Plats | Läge                 | ID-nr          | Bild                                 |
| -------------------------- | ----------- | ------------ | ------------------- | ----- | -------------------- | -------------- | ------------------------------------ |
| Ormhögen (Vadensjö 1:1)    | Hög         |              | Vadensjö, Skåne     |       | 55.905298, 12.867417 | 10138600010001 | Ladda upp en bild av detta fornminne |
| Vadensjö 11:1              | Hög         |              | Vadensjö, Skåne     |       | 55.907528, 12.910020 | 10138600110001 | Ladda upp en bild av detta fornminne |
| Vadensjö 12:1              | Hög         |              | Vadensjö, Skåne     |       | 55.906135, 12.914263 | 10138600120001 | Ladda upp en bild av detta fornminne |
| Vadensjö 13:1              | Hög         |              | Vadensjö, Skåne     |       | 55.902457, 12.915042 | 10138600130001 | Ladda upp en bild av detta fornminne |
| Vadensjö 14:1              | Hög         |              | Vadensjö, Skåne     |       | 55.904071, 12.922262 | 10138600140001 | Ladda upp en bild av detta fornminne |
| Norrehögar (Vadensjö 16:1) | Hög         |              | Vadensjö, Skåne     |       | 55.917007, 12.892093 | 10138600160001 | Ladda upp en bild av detta fornminne |
| Norrehögar (Vadensjö 16:2) | Hög         |              | Vadensjö, Skåne     |       | 55.917474, 12.890994 | 10138600160002 | Ladda upp en bild av detta fornminne |
| Norrehögar (Vadensjö 16:3) | Hög         |              | Vadensjö, Skåne     |       | 55.917300, 12.891229 | 10138600160003 | Ladda upp en bild av detta fornminne |
| Norrehögar (Vadensjö 16:4) | Hög         |              | Vadensjö, Skåne     |       | 55.917665, 12.890693 | 10138600160004 | Ladda upp en bild av detta fornminne |
| Norrehögar (Vadensjö 16:5) | Hög         |              | Vadensjö, Skåne     |       | 55.917576, 12.890103 | 10138600160005 | Ladda upp en bild av detta fornminne |
| Norrehögar (Vadensjö 16:6) | Hög         |              | Vadensjö, Skåne     |       | 55.916986, 12.890152 | 10138600160006 | Ladda upp en bild av detta fornminne |
| Norrehögar (Vadensjö 16:7) | Hög         |              | Vadensjö, Skåne     |       | 55.916199, 12.891615 | 10138600160007 | Ladda upp en bild av detta fornminne |
| Norrehögar (Vadensjö 16:8) | Hög         |              | Vadensjö, Skåne     |       | 55.916049, 12.890979 | 10138600160008 | Ladda upp en bild av detta fornminne |
| Norrehögar (Vadensjö 16:9) | Hög         |              | Vadensjö, Skåne     |       | 55.917424, 12.891903 | 10138600160009 | Ladda upp en bild av detta fornminne |
| Vadensjö 17:1              | Hög         |              | Vadensjö, Skåne     |       | 55.916387, 12.888271 | 10138600170001 | Ladda upp en bild av detta fornminne |
| Vadensjö 25:1              | Hög         |              | Vadensjö, Skåne     |       | 55.907080, 12.864710 | 10138600250001 | Ladda upp en bild av detta fornminne |
| Vadensjö 26:1              | Hög         |              | Vadensjö, Skåne     |       | 55.913759, 12.870425 | 10138600260001 | Ladda upp en bild av detta fornminne |

## Örja
| Namn                | Lämningstyp      | Tillkomsttid | Historisk indelning | Plats | Läge                 | ID-nr          | Bild                                 |
| ------------------- | ---------------- | ------------ | ------------------- | ----- | -------------------- | -------------- | ------------------------------------ |
| Örja 4:1            | Begravningsplats |              | Örja, Skåne         |       | 55.879802, 12.885771 | 10141800040001 | Ladda upp en bild av detta fornminne |
| Bonnhög (Örja 12:1) | Hög              |              | Örja, Skåne         |       | 55.887264, 12.879915 | 10141800120001 | Ladda upp en bild av detta fornminne |
| Bonnhög (Örja 12:2) | Hög              |              | Örja, Skåne         |       | 55.887589, 12.880357 | 10141800120002 | Ladda upp en bild av detta fornminne |
| Örja 19:1           | Stenkammargrav   |              | Örja, Skåne         |       | 55.893790, 12.879085 | 10141800190001 | Ladda upp en bild av detta fornminne |